# Varneville-Bretteville
Varneville-Bretteville is een gemeente in het Franse departement Seine-Maritime (regio Normandië) en telt 292 inwoners (1999). De plaats maakt deel uit van het arrondissement Dieppe.

## Geografie
De oppervlakte van Varneville-Bretteville bedraagt 9,3 km², de bevolkingsdichtheid is 31,4 inwoners per km².
De onderstaande kaart toont de ligging van Varneville-Bretteville met de belangrijkste infrastructuur en aangrenzende gemeenten.

## Demografie
Onderstaande figuur toont het verloop van het inwonertal (bron: INSEE-tellingen).